# Савёлово (Флоровский сельский округ)
Савёлово — деревня в Мышкинском районе Ярославской области России. 
В рамках организации местного самоуправления входит в Приволжское сельское поселение, в рамках административно-территориального устройства — в Флоровский сельский округ.

## География
Расположена на реке Сутка, в 16 км к северо-западу от города Мышкин. 
В деревне есть два пруда. Также у реки есть лес в котором довольно таки много дичи и грибов.

## Население
| 2007 | 2010 |
| ---- | ---- |
| 10   | ↘7   |

Согласно результатам переписи 2002 года, в национальной структуре населения русские составляли 100 % из 16 жителей.